# Олімпіадівка (Олександрійський район)
Олімпіа́дівка — село в Україні, у Олександрійському районі Кіровоградської області. Входить до складу Петрівської селищної громади. Населення становить 162 осіб. Орган місцевого самоврядування — Петрівська селищна рада.

## Географія
У селі бере початок річка Балка Дубова.

## Населення
Згідно з переписом УРСР 1989 року чисельність наявного населення села становила 212 осіб, з яких 112 чоловіків та 100 жінок.
За переписом населення України 2001 року в селі мешкало 160 осіб.

### Мова
Розподіл населення за рідною мовою за даними перепису 2001 року:
| Мова       | Відсоток |
| ---------- | -------- |
| українська | 94,44 %  |
| російська  | 5,56 %   |